# 압운

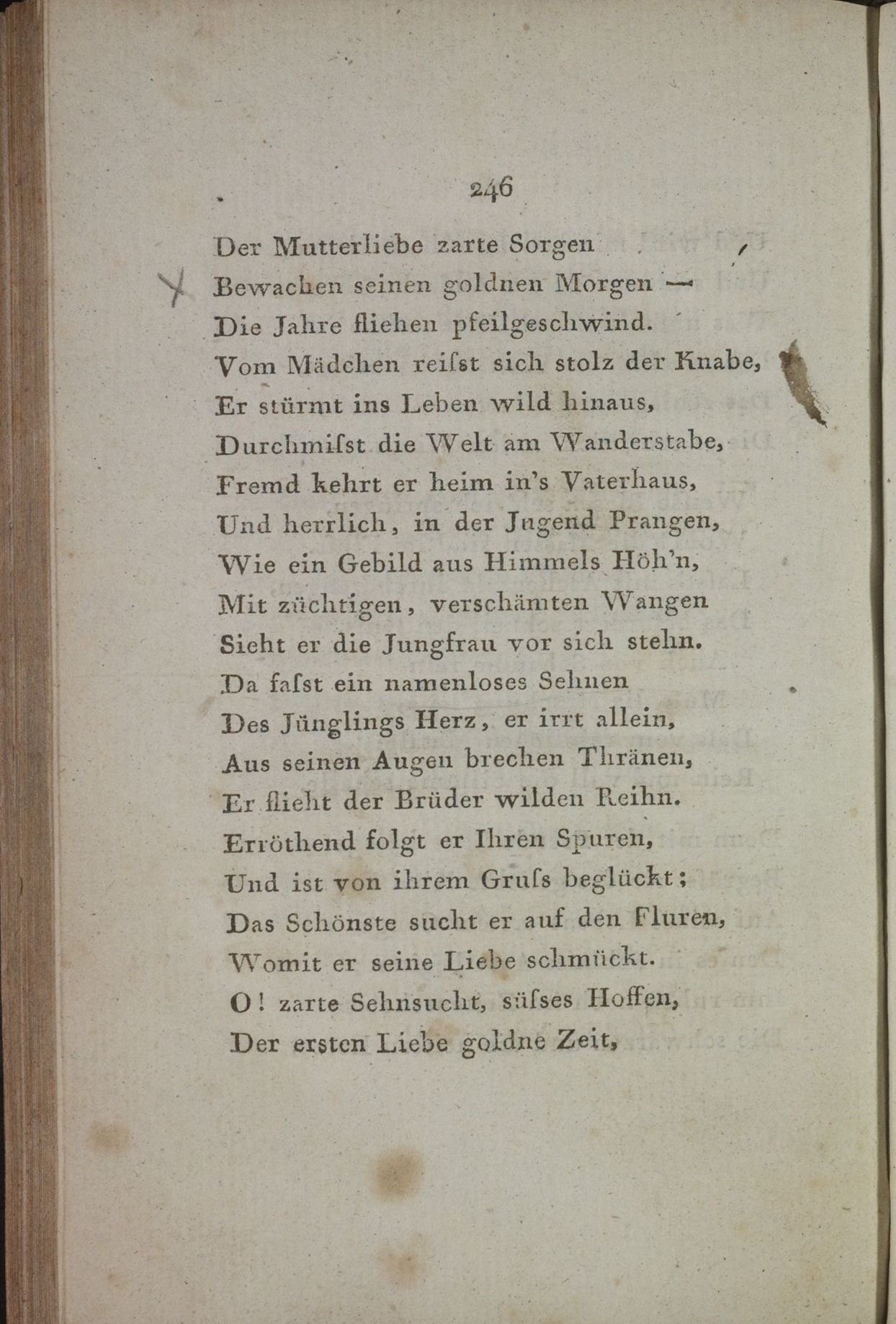

압운(押韻)은 시에서 시행의 일정한 자리에 발음이 비슷한 음절의 같은 운이 규칙적으로 들어가는 것을 뜻한다. 라임(영어: rhyme), 운어(韻語)라고도 부른다.
- 두운(頭韻)은 행의 처음에 들아가는 압운이다.
- 요운(腰韻)은 행의 가운데에 들아가는 압운이다.
- 각운(脚韻)은 행의 끝에 들아가는 압운으로 다리운이라고도 부른다.

## 같이 보기
- 두운
- 랩 (음악)